# Flagge von Massachusetts

Flagge von Massachusetts

Die aktuelle Flagge des US-Bundesstaats Massachusetts wurde am 6. März 1915 eingeführt.

## Gestaltung
Die Flagge zeigt das Staatssiegel auf weißem Feld. Das weiße Tuch entstammt militärischen Flaggen, darin das Wappen, welches auf das Siegel der Massachusetts Bay Colony zurückgeht. 

Siegel

Das Siegel zeigt einen Algonkin-Indianer („Native American, Massachuset“ – Indianer vom Stamm der Massachuset) mit Leggings und Mokassins, der in der einen Hand einen goldenen Bogen, in der anderen Hand einen goldenen Pfeil hält, dessen Spitze nach unten zeigt. In der Ecke oberhalb dieses Indianers steht ein silberner fünfzackiger Stern, der für Massachusetts als einen der 13 Gründerstaaten der Vereinigten Staaten steht.
Der Schild wird begrenzt von einem blauen Spruchband mit dem lateinischen Motto des Bundesstaates in goldener Schrift: „Ense petit placidam sub libertate quietem.“ („Mit dem Schwert sucht er die stille Ruhe unter dem Schutze der Freiheit.“)
Über dem Schild ist ein Arm mit Schwert abgebildet, der den ersten Teil des Mottos verdeutlicht, während der abwärts gerichtete Pfeil den Willen zum Frieden veranschaulicht.

## Sonstige Flaggen

Flagge von 1908 bis 1971
Marineflagge, seit 1971 eine Variante der Pine Tree Flag ohne Text
Gouverneursflagge